# Sylvia Kaml
Sylvia Kaml (geboren 1975 in Frankfurt am Main) ist eine deutsche Schriftstellerin.

## Leben
Sylvia Kaml wuchs in einem Dorf im Vogelsberg auf und studierte Tiermedizin. Nach einem längeren Aufenthalt in den USA lebt Kaml heute mit ihrem Mann und zwei Töchtern im Ruhrgebiet.
Ab 2014 begann sie professionell zu schreiben und veröffentlichte zunächst drei Science-Fiction-Romane als Selfpublisherin bei epubli. Seither ist eine Reihe weiterer Romane erschienen, vorwiegend dystopische Science-Fiction.

## Bibliografie
Grauzone Erde (Science-Fiction-Romantrilogie)
- 1 Verschlagene Freunde. epubli, Berlin 2014, ISBN 978-3-7375-2455-1.
- 2 Blutfehde. epubli, Berlin 2014, ISBN 978-3-7375-2458-2.
- 3 Propaganda. epubli, Berlin 2016, ISBN 978-1-946332-03-5.

Einzelromane
- Refugium – Kampf im Namen der Freiheit. epubli, Berlin 2014, ISBN 978-3-7375-2456-8.
- Die Rache des Phönix. wesText, Hückelhoven 2014, ISBN 978-3-944972-07-7.
- Die Verschwörung des Raben. wesText, Hückelhoven 2016, ISBN 978-3-944972-19-0.
- Predyl – eine neue Welt. Hybrid Verlag, Pirmasens 2017, ISBN 978-3-946820-07-9.
- Auf Null gesetzt : Psycho Thriller. Hybrid Verlag, Pirmasens 2018, ISBN 978-3-946820-51-2.
- Die Rückkehr des Raben. Hybrid Verlag, Pirmasens 2019, ISBN 978-3-946820-87-1.
- Die Wogen des Schicksals. dp Verlag, Stuttgart 2022, ISBN 978-3-986-37259-0.